# Aab
Aab ist ein deutscher Familienname.

## Herkunft und Bedeutung
Aab ist ein Patronym.

## Namensträger
- Jaak Aab (* 1960), estnischer Politiker
- Edith May Aab (1875–1963), US-amerikanische Sängerin und Gesangspädagogin in der Stimmlage Alt und Mezzosopran
- Vanessa Aab (* 1983), deutsch-südafrikanische Regisseurin
- Vitalij Aab (* 1979), deutscher Eishockeyspieler